# Boulevard de Port-Royal
Pour les articles homonymes, voir Port-Royal et Rue des Bourguignons.
Le boulevard de Port-Royal est une voie des 5e, 13e et 14e arrondissements de Paris.

## Situation et accès
Il est situé dans le prolongement du boulevard du Montparnasse à l'ouest et du boulevard Saint-Marcel à l'est.
Le boulevard de Port-Royal est principalement desservi par la ligne 7 à la station Les Gobelins en son début et par la gare de Port-Royal de la ligne B du RER en sa fin.

## Origine du nom
Cette voie doit son nom à l'ancienne abbaye de Port-Royal de Paris qui se trouvait dans son voisinage.

## Historique

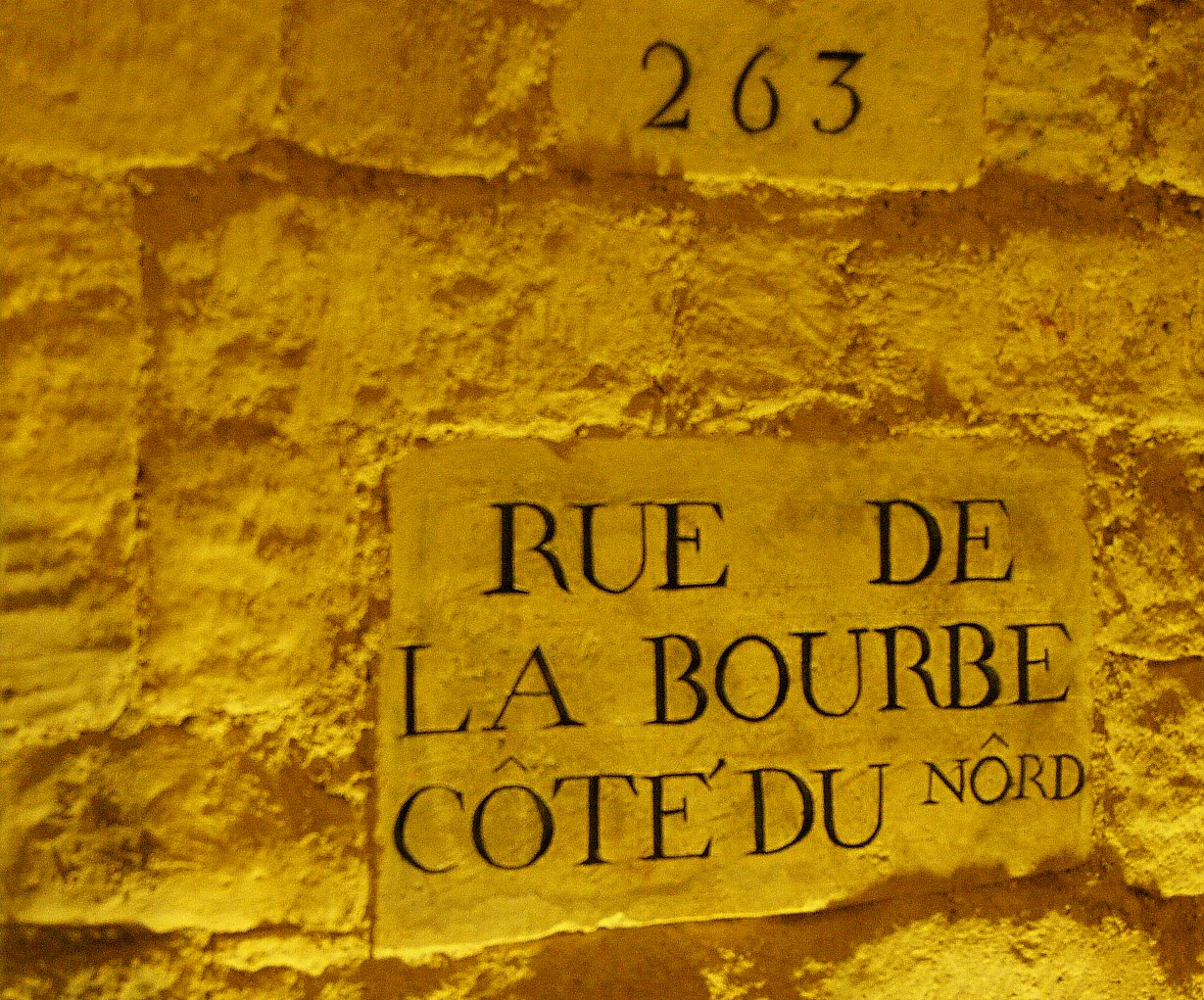
Plaque dans la carrière des Capucins rappelant l'existence de la rue de la Bourbe.

Elle est citée sous le nom de « rue de Bourgogne » et de « Petite rue Saint Hippolitte » dans un manuscrit de 1636.
Le 17 octobre 1857, un décret déclare d'utilité publique la création d'un boulevard, dit de Saint-Marcel, dans la continuation du boulevard du Montparnasse jusqu'au boulevard de l'Hôpital. Le 19 août 1864, la partie située à l'est de la rue Mouffetard (actuelle avenue des Gobelins) conserve son nom (boulevard Saint-Marcel), alors que la partie à l'ouest devient le boulevard de Port-Royal.
Le boulevard reprend en très grande partie le tracé de certaines rues préexistantes :
- « rue Cochin » entre la rue Pascal et la rue de Lourcine (aujourd'hui rue Broca)[5] ;
- « rue des Bourguignons » entre la rue Cochin et la rue de la Santé[6] ;
- la « rue du Champs-des-Capucins » entre la rue de la Santé et la rue des Capucins[7] ;
- « rue des Capucins » entre la rue du Champs-des-Capucins et la rue Saint-Jacques[7] ;
- « rue de la Bourbe » (rue de Port-Royal après 1844[8]) entre la rue des Capucins et la rue d'Enfer (aujourd'hui rue Henri-Barbusse)[9].

Sont également absorbées dans le nouveau boulevard :
- l'intersection de la « rue des Charbonniers-Saint-Marcel » (aujourd'hui rue Berthollet) avec la rue des Bourguignons[10] ;
- l'« impasse Hautefort », au nord de la rue des Bourguignons[11] ;
- la partie orientale de la « rue des Trois-Couronnes-Saint-Marcel » qui reliait la rue Mouffetard (aujourd'hui avenue des Gobelins) et la « rue Saint-Hippolyte » et qui a été en grande partie absorbée par le boulevard Arago créé à la même période[12].

Percement du boulevard par Johan Barthold Jongkind
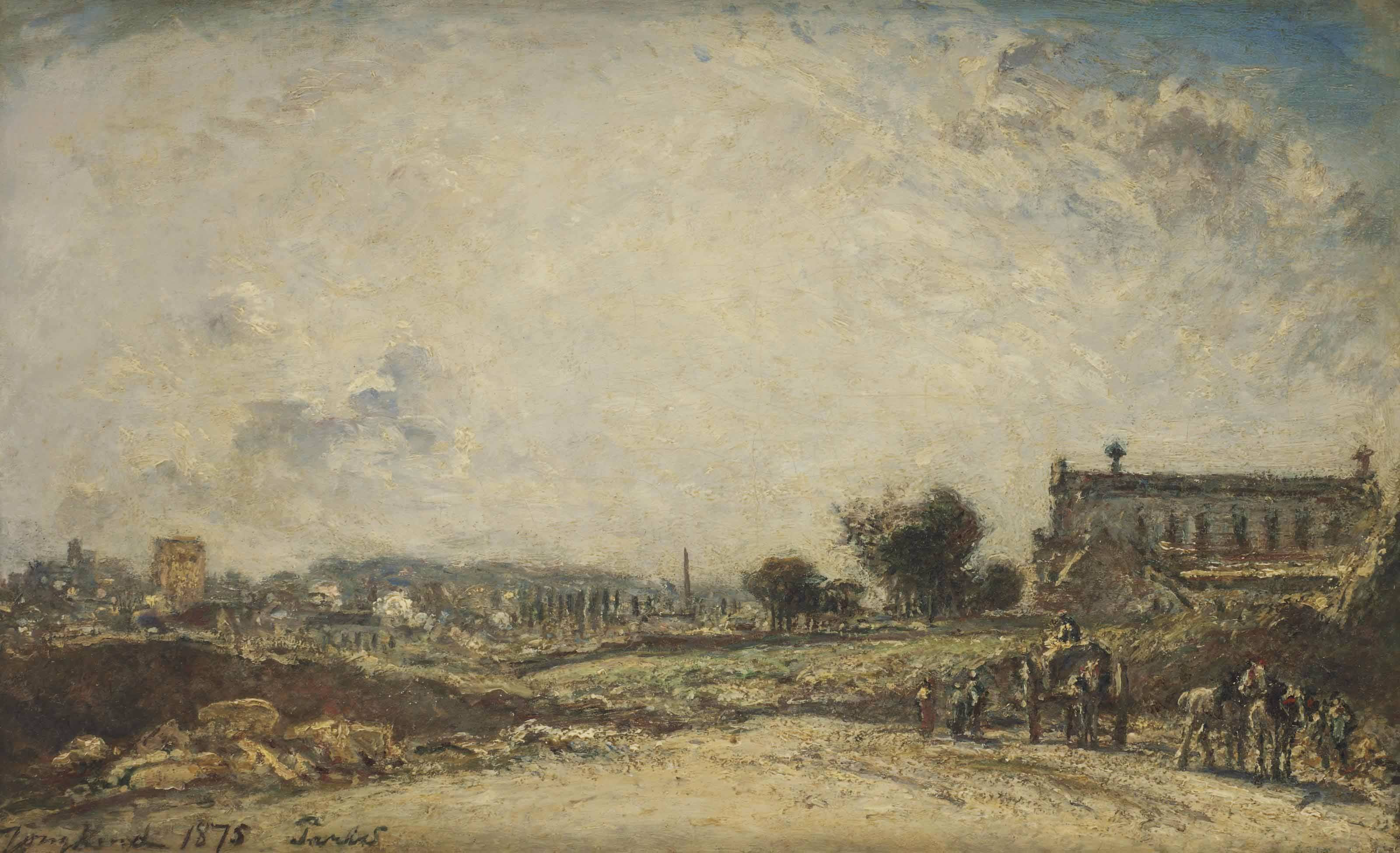
Percement du nouveau Boulevard de Port-Royal, Paris, 1875 Collection privée, vente 2014.
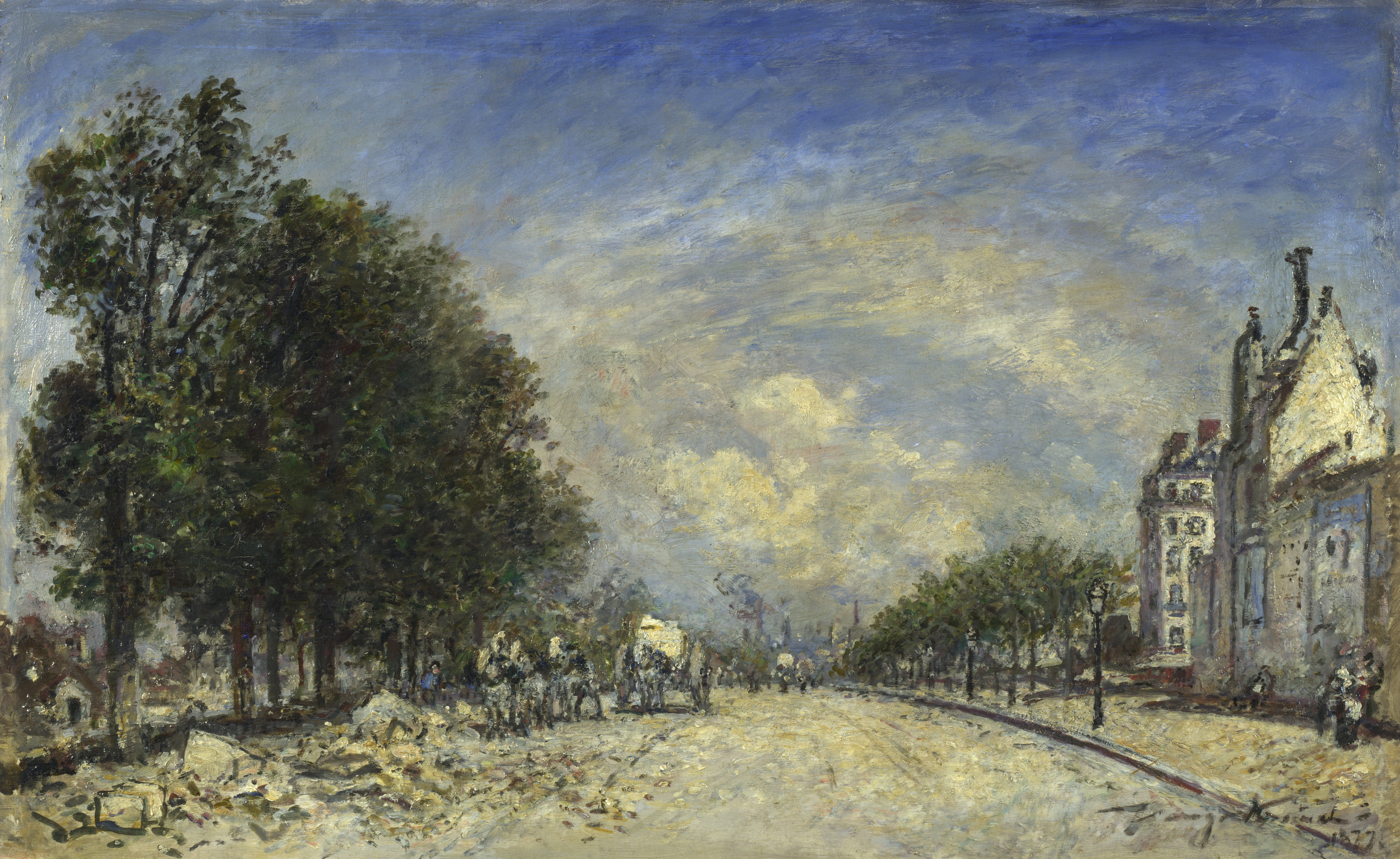
Le Boulevard de Port-Royal, Paris, 1877 d'après une aquarelle de 1874 National Gallery, Londres.

Dans la nuit du 30 au 31 janvier 1918, durant la première Guerre mondiale, des bombardiers allemands lancent une bombe qui explose au no 111 boulevard de Port-Royal. Le 11 avril 1918 un obus lancé par la Grosse Bertha tombe sur l'hôpital Baudelocque, situé au no 125, faisant 4 morts et 13 blessés.

## Bâtiments remarquables et lieux de mémoire

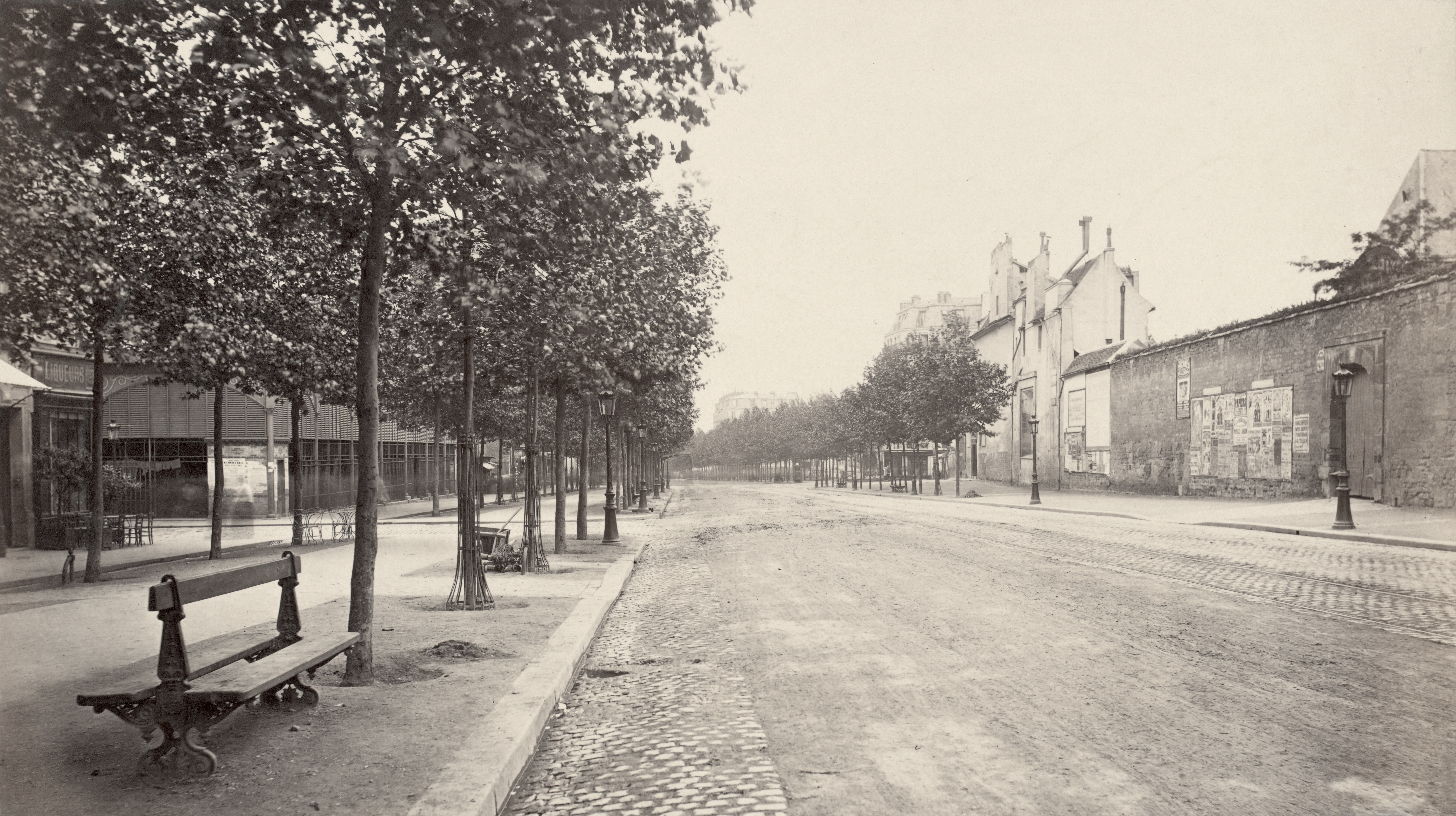
Le boulevard sous le Second Empire, photographié par Charles Marville. À gauche, la rue Pierre-Nicole, à droite l'emplacement de l'hôpital Cochin.

Traversant quatre quartiers et trois arrondissements, le boulevard de Port-Royal est essentiellement un lieu d'habitation dans les immeubles haussmanniens qui le bordent. Par ailleurs, les mardis, jeudis et samedis se tient un marché alimentaire le long du Val-de-Grâce.
- Au début du boulevard, au niveau du croisement avec le boulevard Arago, se trouve un espace vert pris sur l'emprise de la voie qui porte depuis 2000 le nom d'« esplanade Léo-Hamon[14] ». Né au no 39, cet homme politique y est honoré par une plaque commémorative.
- Au no 11 se trouve le cinéma L'Escurial, salle d'Art et Essai ouverte en 1911.
- La trouée, entre les nos 12 bis et 14, est tracée sur l’ancien bief de Valence[15].

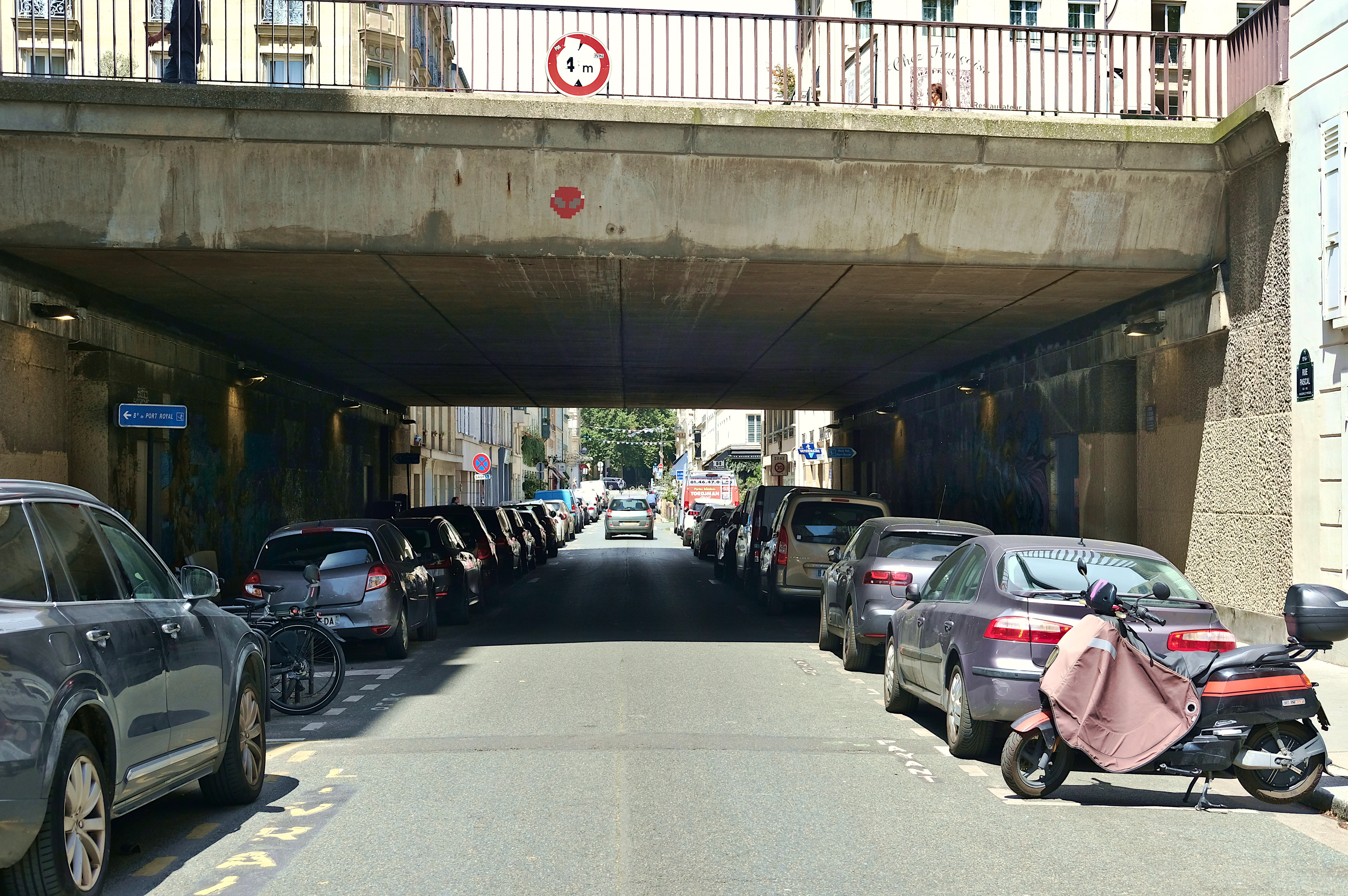
Passage du boulevard de Port-Royal au-dessus de la rue Pascal.

- Passage au-dessus de la rue Pascal.
- No 19 : en 1921, le peintre Jean Dupas demeurait à cette adresse.
- No 31 : immeuble où habitèrent Paul Claudel, sa sœur Louise (et occasionnellement Camille Claudel), et leur mère de 1886 à 1892[16].
- Au no 37 : entrée de la caserne de Lourcine, de Loursine ou de l'Ourcine, l'un des plus anciens sites militaires de Paris remontant au haut Moyen Âge voire auparavant[17].

L'îlot délimité par le boulevard de Port-Royal, la rue Broca, la rue Saint-Hippolyte et la rue de la Glacière occupe l'emplacement de l'ancienne caserne Lourcine.
En 1780, il accueille une caserne des Gardes françaises puis, durant le XIXe siècle, des régiments en ligne, avant de constituer à partir de 1907 jusqu'en 1945, les quartiers du 23e régiment d'infanterie coloniale. Après la guerre, elle a hébergé pendant quelques années une promotion des élèves de l'École polytechnique. Après 1994, la caserne héberge l'administration de la Direction des ressources humaines de l'Armée de terre (DRHAT). À la suite de travaux de réaménagement, elle accueille des logements universitaires ; par ailleurs, le centre Lourcine fait partie depuis 2019 du Campus Port-Royal de la faculté de droit de l'université Paris-1 Panthéon-Sorbonne.
- No 55 : caserne Port-Royal des sapeurs-pompiers de Paris, siège du bataillon sud.
- No 58 : lieu de naissance de l'artiste-peintre et illustrateur André Hambourg (1909-1999), né au domicile de ses parents[20] Maurice Hambourg, pharmacien originaire de Lepel en Russie (aujourd'hui Biélorussie), et Esther, née Lévy[21]. À l'âge adulte, il s'établira dans une maison-atelier de la rue Boissonade (no 39).
- No 74 : l'hôpital du Val-de-Grâce.
- No 85 : Francis de Pressensé, deuxième président de la Ligue des droits de l'homme, y a vécu et y est décédé.
- No 88 ter : No 88 ter (et 43, rue Pierre-Nicole) : immeuble administratif et socio-culturel contemporain (1972-1978), de style brutaliste, conçu par l’architecte Jean Willerval (1924-1996) associé à Pierre Rignols pour la Ville de Paris, maître d’ouvrage[22]. Le bâtiment de quatre étages abrite la bibliothèque municipale Rainer Maria Rilke ainsi que divers locaux et services de la Ville de Paris tels qu'une crèche, un foyer et un restaurant solidaire pour personnes âgées, un service de la propreté.
- No 111 : emplacement du moulin à vent des Gobelin. Il figure sur les plans de Truschet et Hoyau (1550) et de Belleforest (1575). C’était un moulin en bois construit sur une imposante plate-forme ronde en pierre à laquelle on accédait par un plan incliné[23]. François Rabelais, dans Gargantua (livre II, chapitre XV), y fait référence : « Pantagruel, quelque jour, pour se recreer de son estude, se pourmenait vers les faulxbourgs saint Marceau, voulant veoir la Follie Goubelin ».
- Le flanc nord de l'hôpital Cochin et son entrée historique au no 111 et, en particulier, la Maison de Solenn pour les adolescents au no 97. La nouvelle maternité de Port-Royal, livrée en 2012 par Patrick Berger et Jacques Anziutti[24], avec son cloître, est incluse dans le périmètre de l'hôpital Cochin.
- No 119, au croisement avec la rue du Faubourg-Saint-Jacques : ancienne maternité de Port-Royal. En 1795 est fondé l'hospice de la Maternité, qui s'installe dans les anciens bâtiments de l'Oratoire et de l'abbaye de Port-Royal. En 1814, il est renommé Maternité Port-Royal. En 1890 est créée sur le site la clinique Baudelocque. En 1966, après rattachement à l'hôpital Cochin voisin, les services de la maternité déménagent dans de nouveaux bâtiments. La clinique Baudelocque est détruite. De l'ancienne abbaye, ne subsistent que le cloître, la chapelle et la salle capitulaire[25],[26].

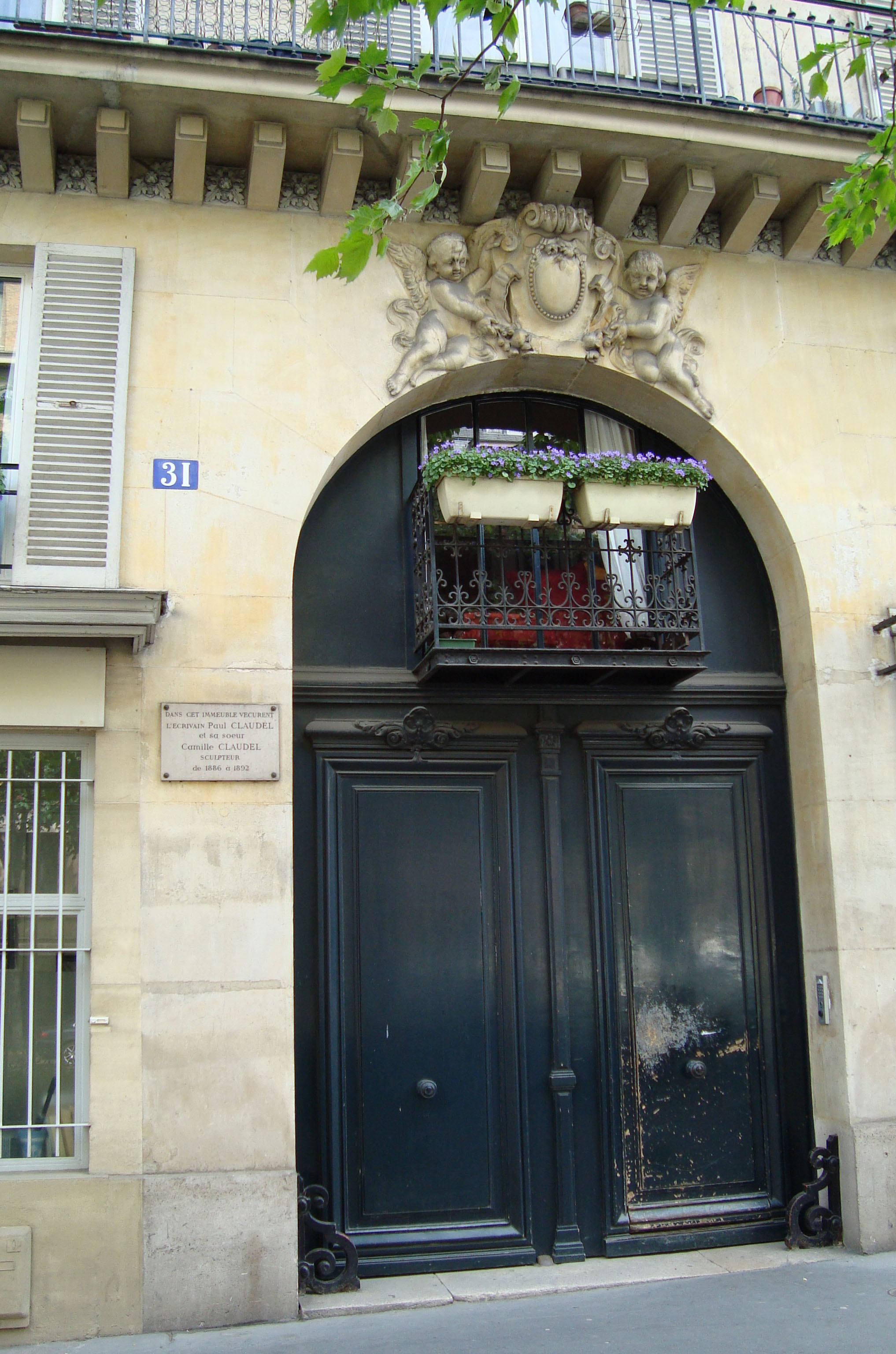
Immeuble du no 31, où habitèrent Paul et Camille Claudel.
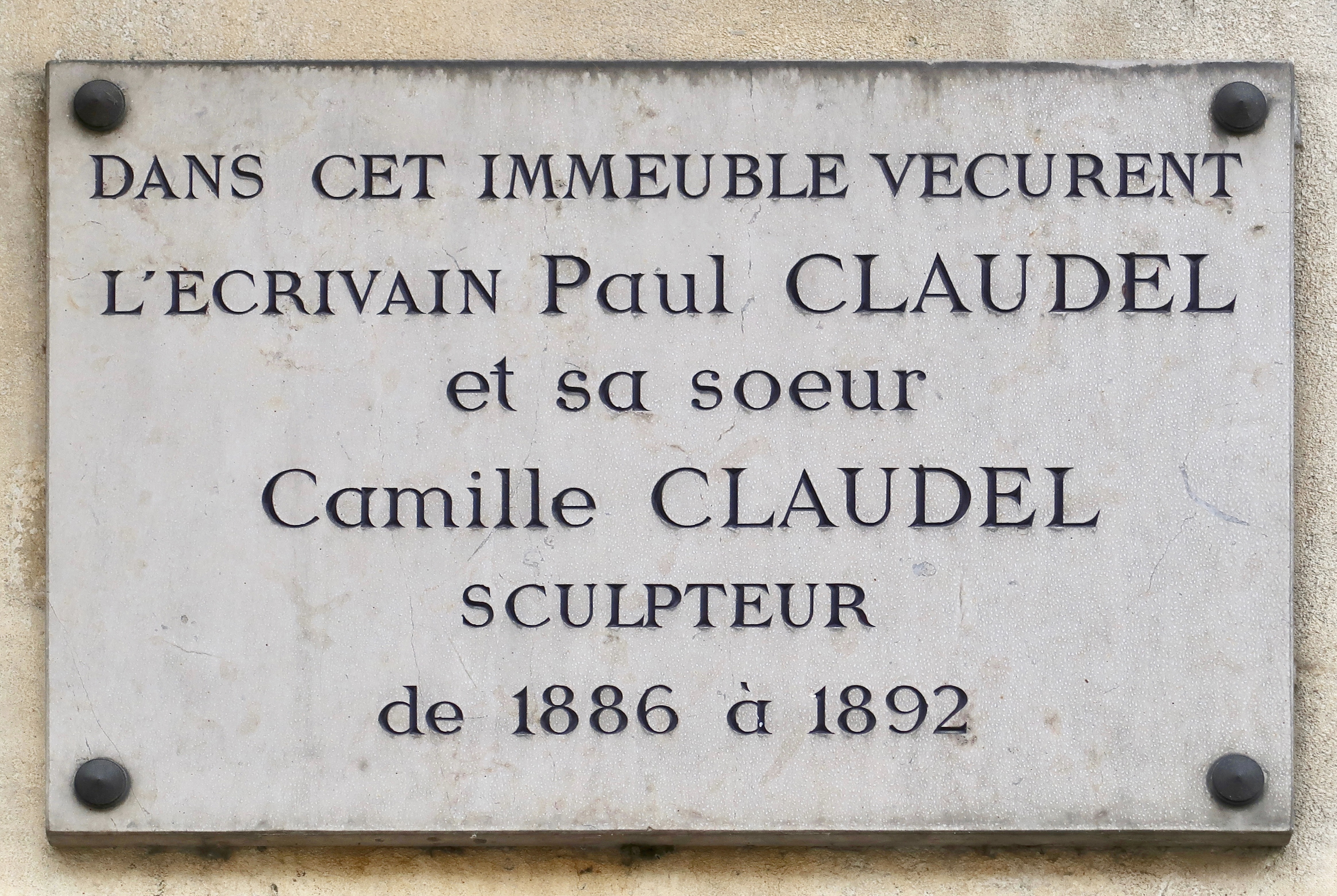
Plaque au no 31.
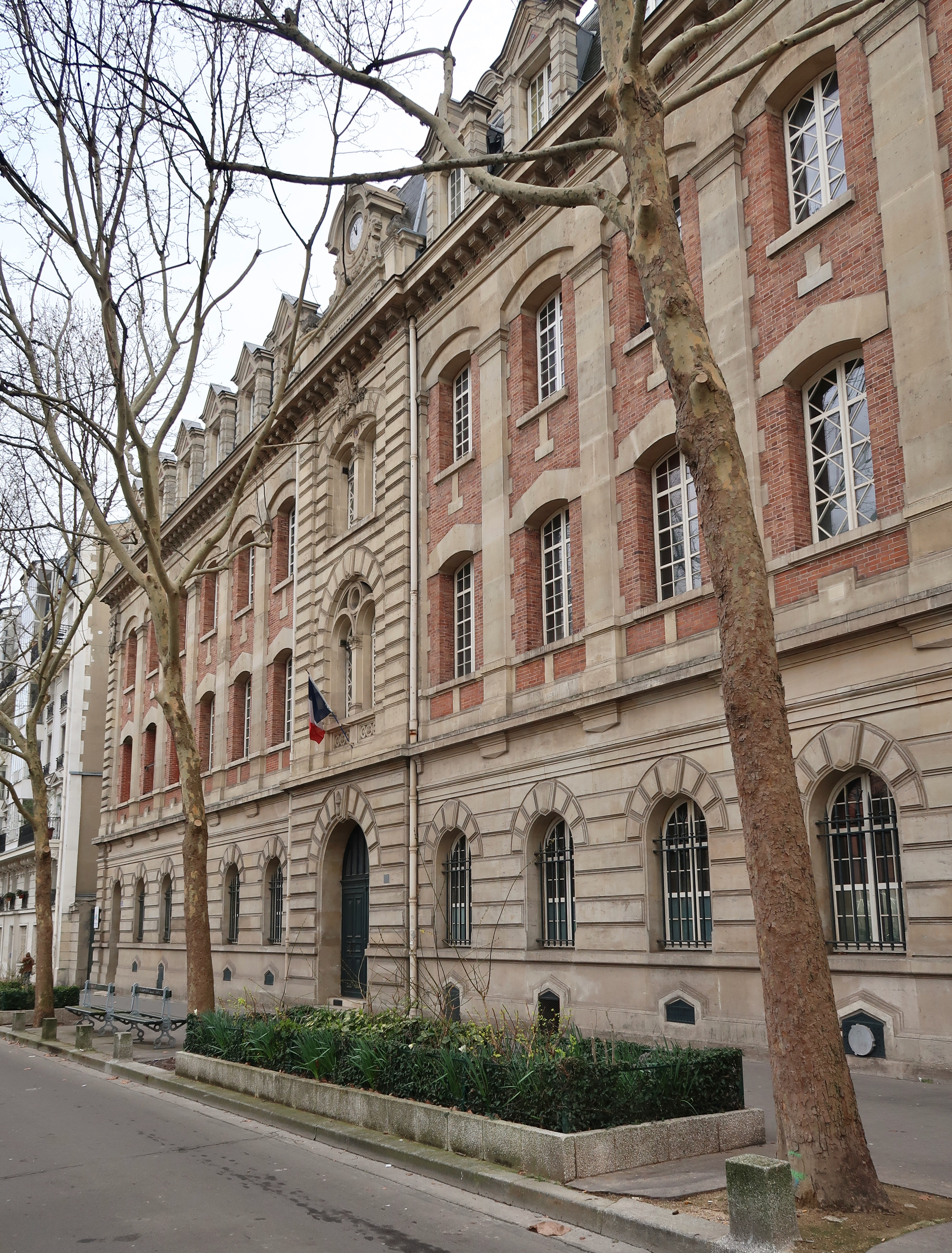
Sapeurs-pompiers de Paris au no 55.
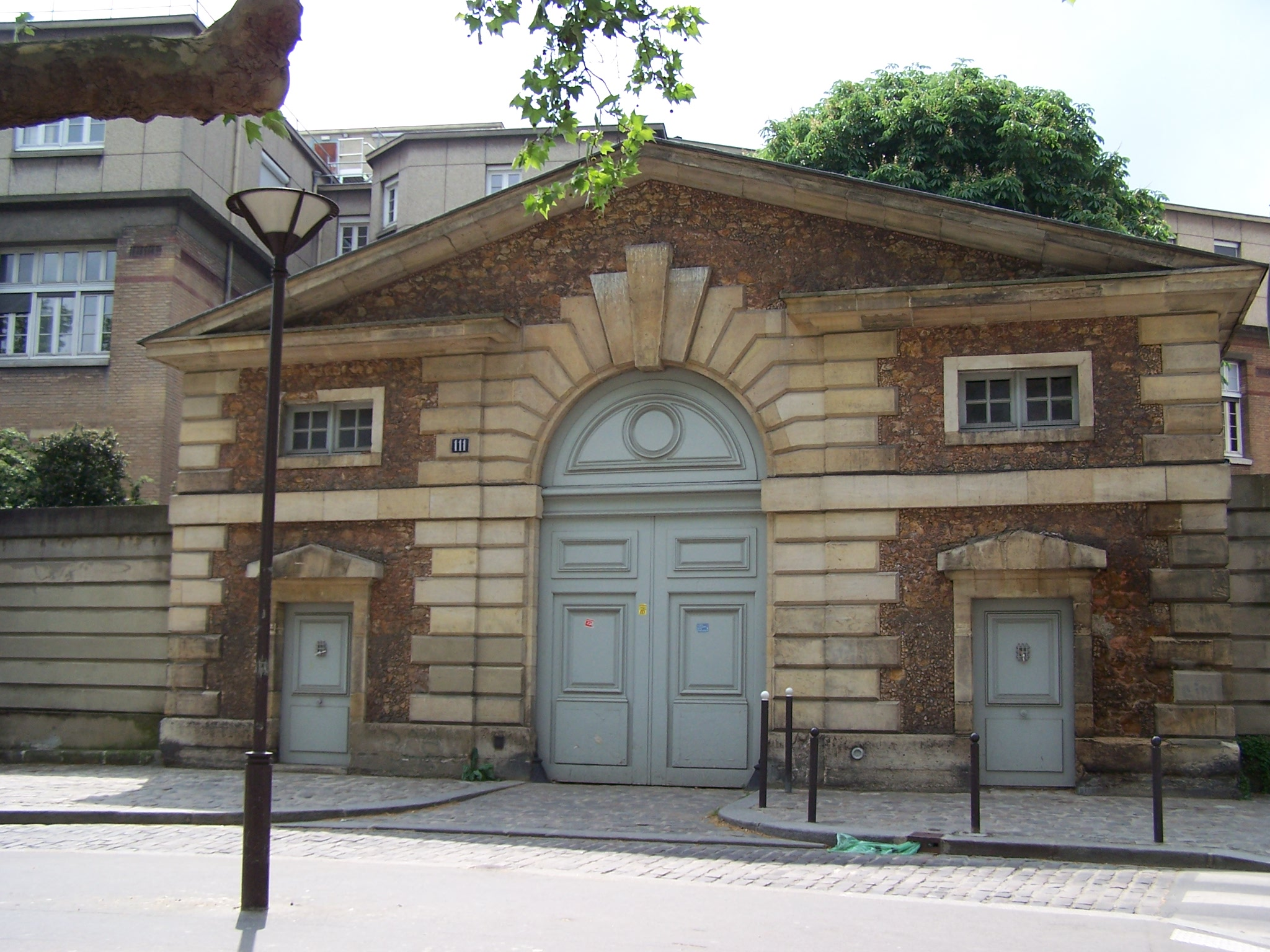
Entrée historique de l'hôpital Cochin au no 111.
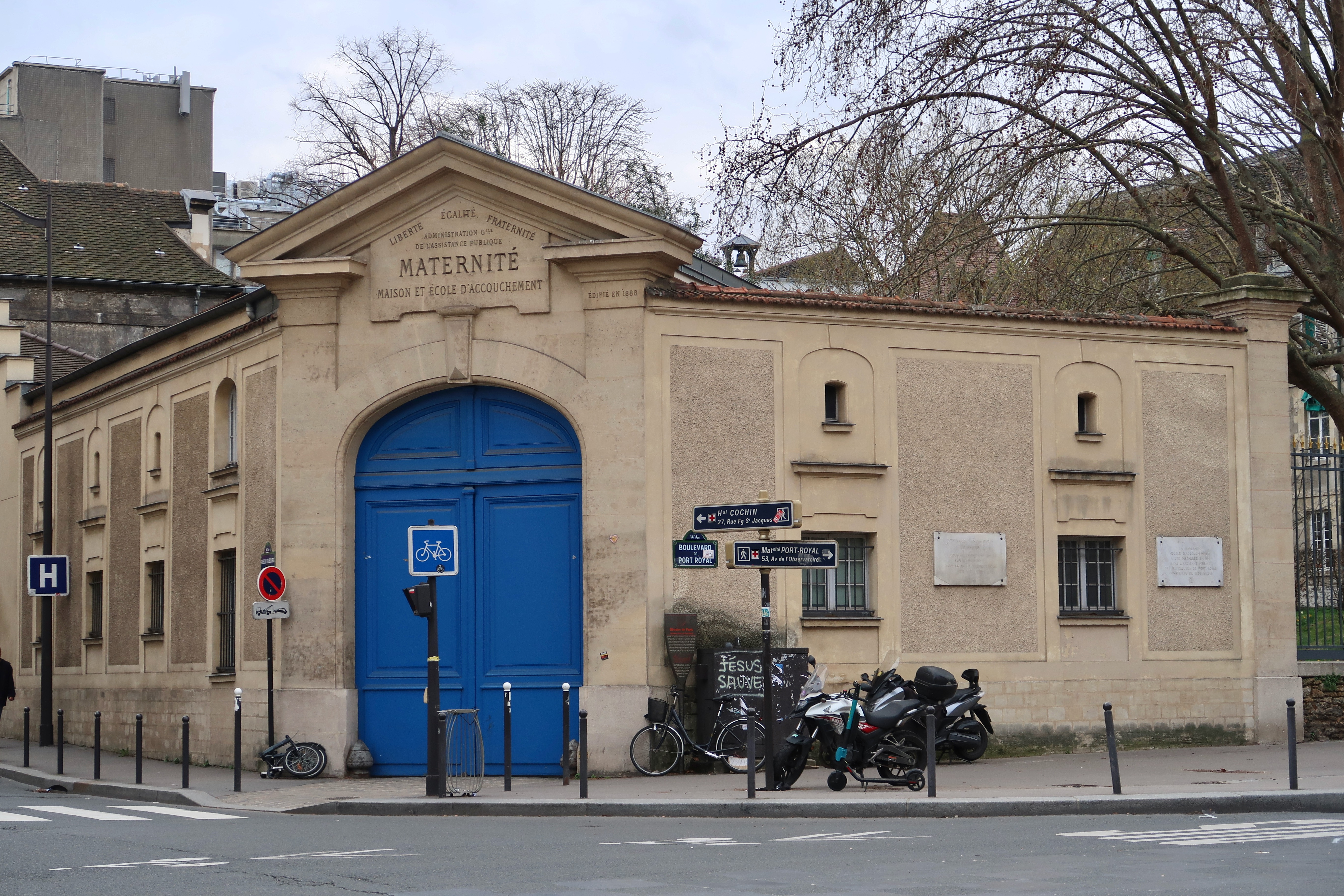
Entrée de l'ancienne maternité.
La nouvelle maternité de Port-Royal au no 123.
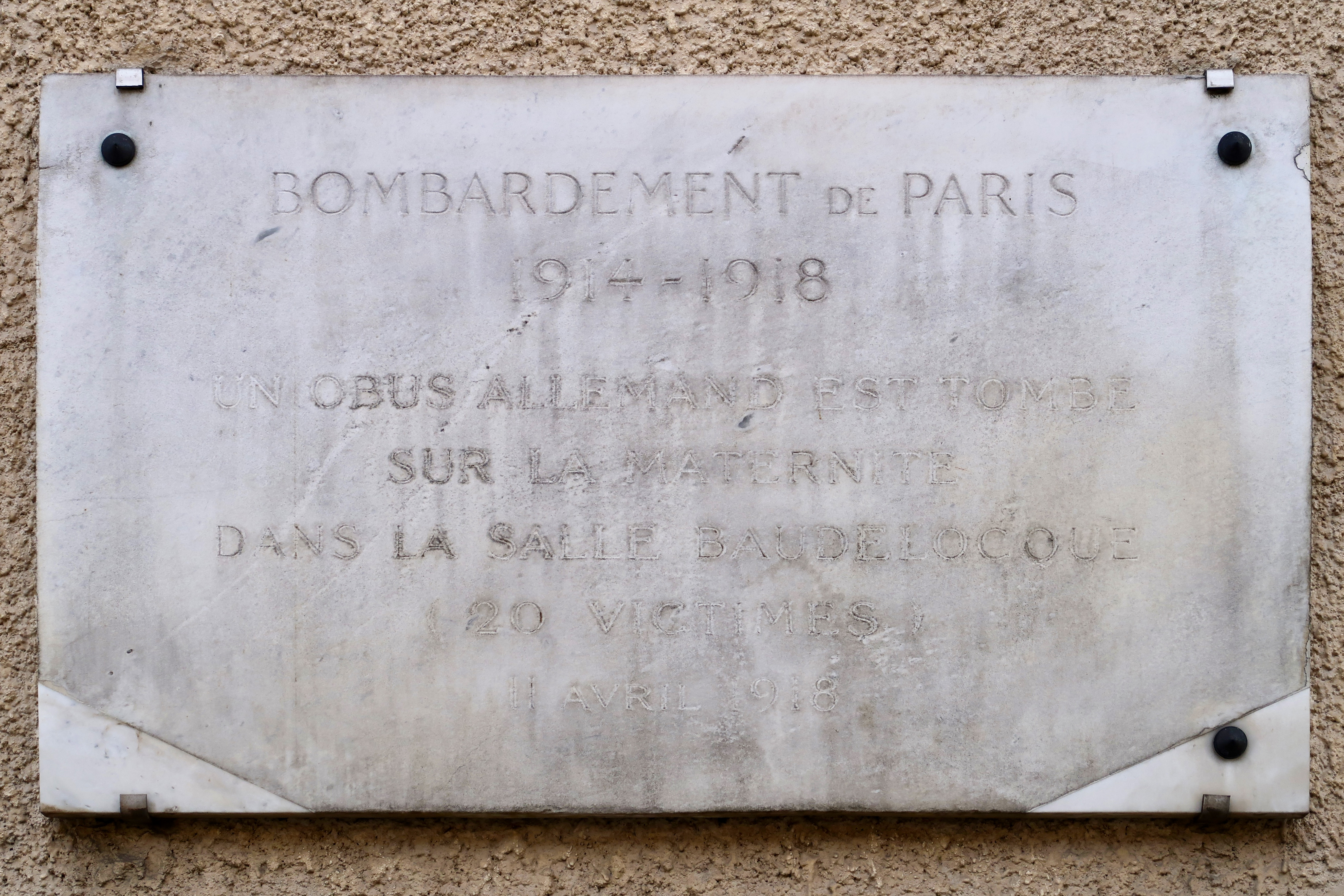
Plaque aux no 119-125 rappelant un bombardement de la Première Guerre mondiale.
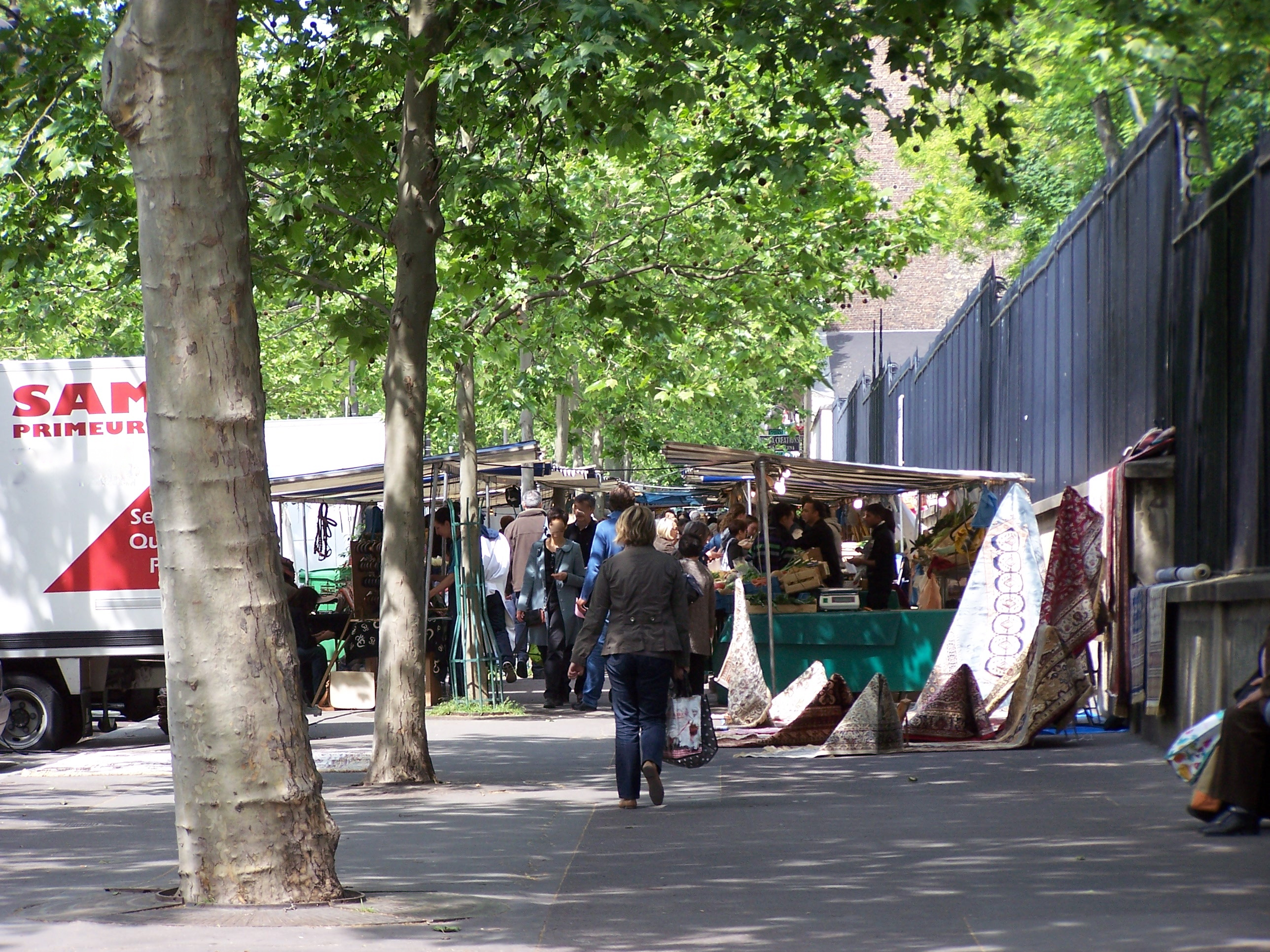
Le marché de Port-Royal.